# Pyrausta cinnamomealis
Pyrausta cinnamomealis là một loài bướm đêm trong họ Crambidae.